# Kale (district, Antalya)
Kale is een Turks district in de provincie Antalya en telt 24.809 inwoners (2007). Het district heeft een oppervlakte van 374,4 km². Hoofdplaats is Kale.
De bevolkingsontwikkeling van het district is weergegeven in onderstaande tabel.
| 1997   | 2000   | 2007   |
| ------ | ------ | ------ |
| 22.367 | 22.170 | 24.809 |